# Leucania fiyu
Leucania fiyu là một loài bướm đêm trong họ Noctuidae.